# Kadolec
Kadolec település Csehországban, a Žďár nad Sázavou-i járásban. Kadolec Skřinářov, Kundratice, Ořechov, Křižanov és Heřmanov településekkel határos. Lakosainak száma 161 fő (2024. január 1.).

## Népesség
A település lakosságának változását az alábbi diagram mutatja:
| Lakosok száma | 360  | 349  | 274  | 240  | 205  | 165  | 171  | 178  | 174  | 161  |
|               | 1869 | 1890 | 1921 | 1950 | 1980 | 2001 | 2017 | 2019 | 2022 | 2024 |